# Yesares del valle del Tajo
Los yesares del valle del Tajo es un espacio natural protegido dentro de la red Natura 2000 como Zona Especial de Conservación que se ubica en las provincias españolas de Toledo y Cuenca, ambas en la comunidad autónoma de Castilla-La Mancha.

## Descripción y protección
El espacio natural se compone de siete zonas, principalmente en la provincia de Toledo, que engloban las áreas de estepa yesosa mejor conservadas y más extensas del valle del Tajo y sus afluentes, como los arroyos de Borox y Seseña en la margen derecha y Cedrón en la margen izquierda. Se extiende por los municipios de Añover de Tajo, Borox, Cabañas de Yepes, Corral de Almaguer, Dosbarrios, La Guardia, Huerta de Valdecarábanos, Lillo, Noblejas, Ocaña, Ontígola, El Romeral, Santa Cruz de la Zarza, Seseña, Villarrubia de Santiago y Villatobas en Toledo y Zarza de Tajo en Cuenca.
Geológicamente, alternan yesares con margas salinas, margas, calizas y terrazas fluviales. Se encuadra dentro de la región biogeográfica mediterránea. Su altitud máxima es de 822 metros y la mínima de 500 metros.

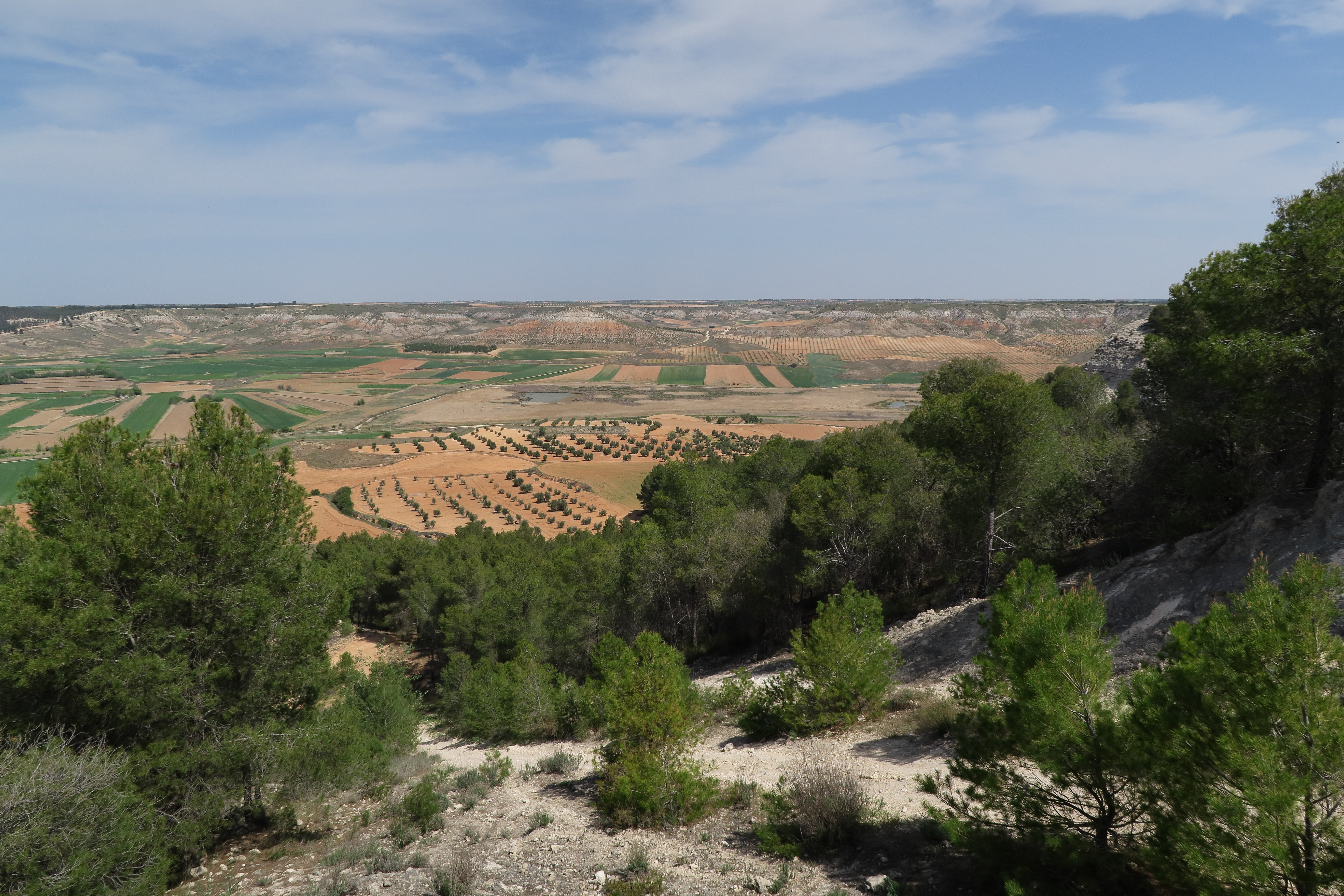
Yesares del valle del arroyo Cedrón, La Guardia

La vegetación de estepa yesosa y los albardinales y juncales halófilos son hábitats de protección especial en Castilla-La Mancha (Anejo 1 de la Ley 9/1999 de Conservación de la Naturaleza). Las lagunas artificiales de Monreal, de propiedad privada, son objeto de un convenio para la preservación de la avifauna acuática, consecuencia del Plan de Recuperación de la Malvasía cabeciblanca o común (Oxyura leucocephala) (Decreto 183/1995). Además, incluye la microrreserva “Área crítica de 'Vella pseudocytisus subsp. pseudocytisus'”, que cuenta con un plan de recuperación.

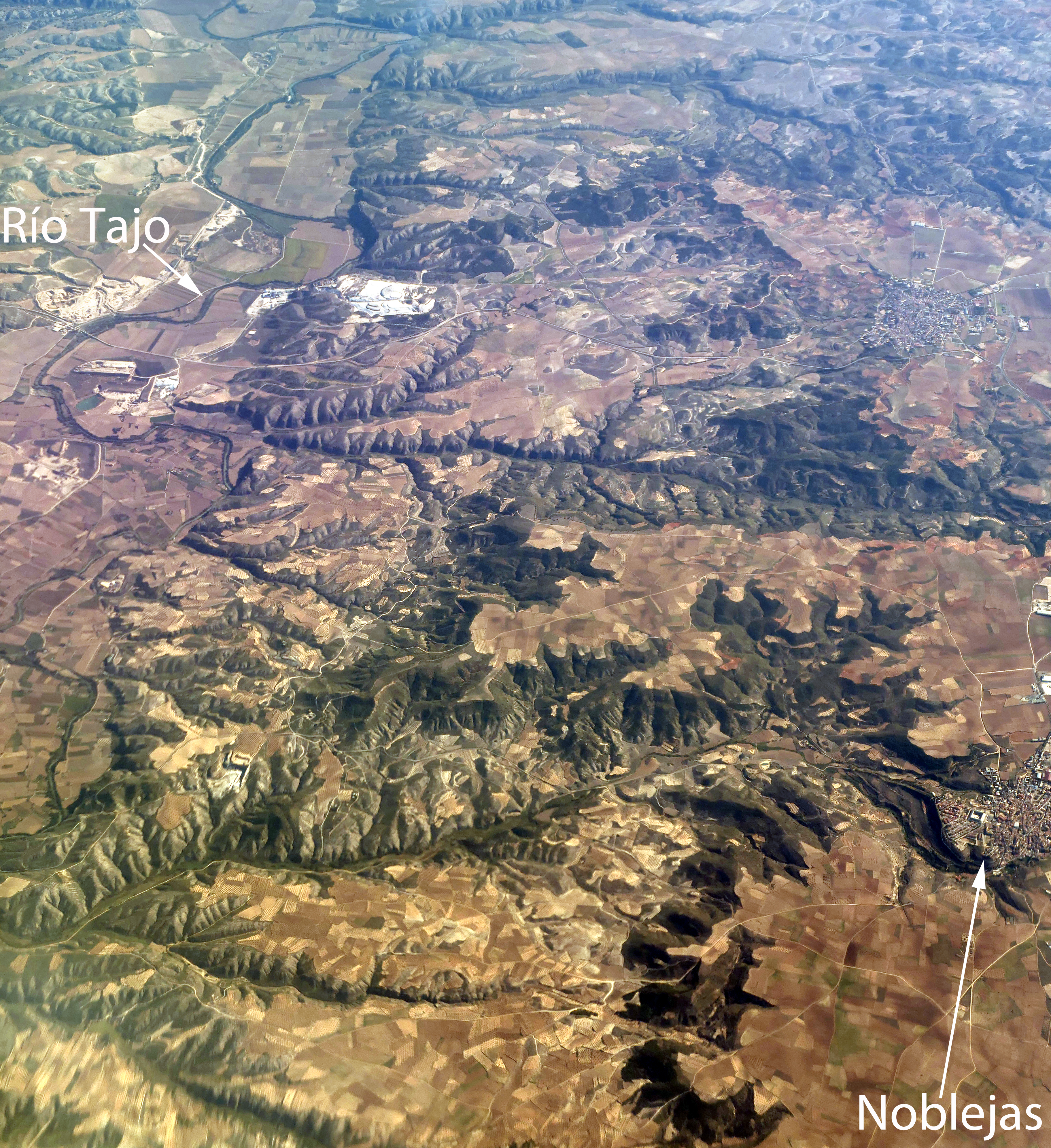
Vista aérea de parte del espacio natural cerca de Noblejas

## Flora y fauna
El espacio natural presenta un elevado número de endemismos de flora. Se pueden encontrar varios tipos de vegetación: estepa yesosa, matorrales halonitrófilos o albardinales salinos junto a encinares, coscojares y romerales. Entre las especies destacan, por su rareza o situación en peligro, Sisymbrium cavanillesianum, Vella pseudocytisus y Lepidium cardamines. La subalianza Lepidenion subulati domina las estepas yesosas, acompañada de especies gipsófilas como Teucrium pumilum, Launaea pumila, Herniaria fruticosa, Centaurea hissopifolia, Thymus lacaitae, Ononis tridentata, Jurinea pinnata o Helianthemum squamatum, así como las raras Ephedra fragilis y Ephedra nebrodensis y la más conocida Euphorbia characias. Al pie de los cerros y en los fondos de valle se acumula temporalmente humedad, acogiendo albardinales salinos de Lepidion cardamines, matorrales halonitrófilos de Atriplex halimus y tarayales de Tamarix canariensis. En algunas laderas con presencia de margas salinas crece matorral halonitrófilo de Salsola vermiculata, con poblaciones de Cinomorium coccineum.
En cuanto a fauna, los yesares de la margen izquierda acogen, en los cortados fluviales, una importante población nidificante de halcón peregrino. En el área incluida dentro de la provincia de Cuenca se encuentra la cueva de Montrueque, con poblaciones de varias especies de quirópteros cavernícolas; estas también se pueden encontrar en la cabecera del arroyo Cedrón. El espacio también incluye las lagunas artificiales de Dehesa Monreal, en Dosbarrios, que acogen poblaciones de malvasía y otras aves acuáticas. Por su parte, en las zonas llanas, donde se alternan cultivos de secano y estepa yesosa, alberta poblaciones de aves esteparias, principalmente ortega y alcaraván.